# Ruža Vojsk
Ruža Vojsk, slovenska telovadka, * 1930, Maribor.
Ruža Vojsk je za Jugoslavijo nastopila na Poletnih olimpijskih igrah 1948 v Londonu, kjer je na ekipni tekmi osvojila sedmo mesto.